# Nederlands keeper van het jaar
Nederlands keeper van het jaar was een titel voor de beste doelman uit de Nederlandse Eredivisie. De prijs werd van 1987 tot 2004 uitgereikt op het VVCS-gala, evenals de prijzen voor de beste voetballer en het grootste talent. Tot en met 1997 werd de prijs per kalenderjaar uitgereikt, vanaf 1998/99 per seizoen.

## Winnaars
| Jaar    | Winnaar            | Nationaliteit | Club            |
| ------- | ------------------ | ------------- | --------------- |
| 1987    | Hans van Breukelen | Nederland     | PSV             |
| 1988    | Hans van Breukelen | Nederland     | PSV             |
| 1989    | Ruud Hesp          | Nederland     | Fortuna Sittard |
| 1990    | Stanley Menzo      | Nederland     | Ajax            |
| 1991    | Hans van Breukelen | Nederland     | PSV             |
| 1992    | Hans van Breukelen | Nederland     | PSV             |
| 1993    | Ed de Goey         | Nederland     | Feyenoord       |
| 1994    | Edwin van der Sar  | Nederland     | Ajax            |
| 1995    | Edwin van der Sar  | Nederland     | Ajax            |
| 1996    | Edwin van der Sar  | Nederland     | Ajax            |
| 1997    | Edwin van der Sar  | Nederland     | Ajax            |
| 1998/99 | Jerzy Dudek        | Polen         | Feyenoord       |
| 1999/00 | Jerzy Dudek        | Polen         | Feyenoord       |
| 2000/01 | Ronald Waterreus   | Nederland     | PSV             |
| 2001/02 | Edwin Zoetebier    | Nederland     | Feyenoord       |
| 2002/03 | Dennis Gentenaar   | Nederland     | N.E.C.          |
| 2003/04 | Gábor Babos        | Hongarije     | NAC             |